# 비슈트

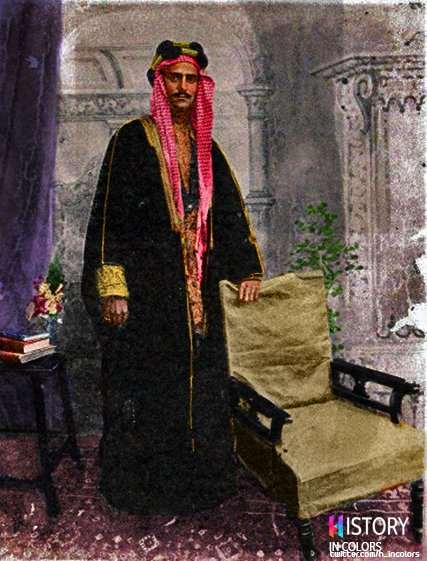
아랍 왕자가 비슈트를 입고 서 있는 모습. 1923년 촬영.

비슈트(아랍어: بِشْت)는 아랍 남성들이 입는 전통 의상이다. 수천년의 역사를 가지고 있다. 검은색이 가장 흔하며, 갈색, 베이지색, 크림색, 회색 비슈트도 있다.
결혼식이나 이드 알피트르, 주무아 같은 행사에서 주로 착용한다. 국가 관료나 사제, 부족장,왕, 이맘이 입은 모습을 자주 볼 수 있다. 서구의 턱시도와 사회적인 의미가 유사하다.
낙타나 염소의 털로 직조한 통기성 섬유가 주 재질이다. 일부는 금은과 같은 보석류나 비단으로 옷 가장자리를 치장하기도 하는데, 이를 '자리'라고 한다.
2022년 FIFA 월드컵에서 아르헨티나 축구 국가대표팀이 우승하자 타밈 빈 하마드 알사니가 리오넬 메시에게 직접 입혀줬다. 리오넬 메시에게 입혀준 비슈트는 검은색 바탕에 금색 자리가 달린 것으로, 카타르 국왕 타밈 빈 하마드 알사니가 입은 것과 같은 것이었다.